# Sophus Schandorph

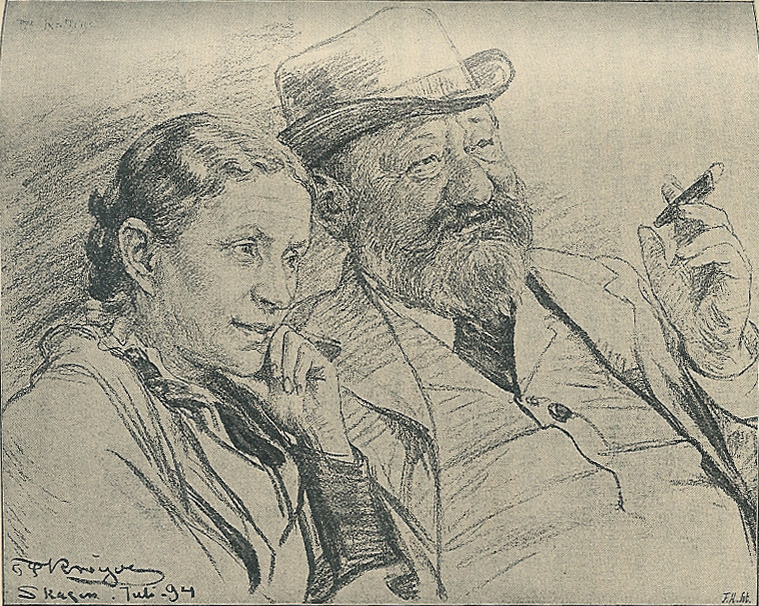
Sophus Schandorph med hustru.Teckning från 1894 av P.S. Krøyer.

Sophus Christian Frederik Schandorph, född den 8 maj 1836 i Ringsted, död den 1 januari 1901 i Köpenhamn, var en dansk författare.
Schandorph blev teologie kandidat, men ägnade sig redan tidigt åt studiet av de romanska språken och deras litteraturer, tog 1874 filosofie doktorsgrad på en avhandling om Goldoni og Gozzi samt författade senare några litteraturhistoriska uppsatser och översättningar av lyriska dikter av Giacomo Leopardi och Manzoni. Ett par små diktsamlingar 1863 och 1868 hade rent romantiskt innehåll, och Ude i skoven, dramatiska scener (1867), är visserligen polemisk både mot "kälkborgarna" och studenternas skråanda, men visar för övrigt endast föga släktskap med hans senare alstring. 
Påverkad av Brandes och det litterära genombrottet, utgav han 1876 en samling berättelser, Fra provinsen, och senare följde en lång rad större eller mindre berättelser i starkt realistisk anda; de bär vittne om skarp iakttagelse och återges med bred humor: Uden midtpunkt (1879, senare dramatiserad; "Utan hållpunkt", 1885), Smaafolk (1880; svensk översättning 1881), Thomas Fris's historie (1881), ett vasst angrepp på nationalliberalismen, Et aar i embede (1883), som handlar om brytningarna mellan gammal och ny litteratur, mellan ortodoxi och fritänkeri, Skovfogedbörnene (1884), Det gamle apothek (1885), Birgittes skaebne (1888), Vilhelm Vangs studenteraar (1894; svensk översättning 1895) med flera. 
Emil Elberling skriver i Nordisk Familjebok: "Åtskilliga af dem vanprydas dock af en märkbar lust att vilja docera fritänkeri och en komisk benägenhet för plattheter. Bäst äro hans mindre berättelser med sina skildringar af själländskt allmogelif och stadsbor (samlingen Ti fortaellinger 1891)." Schandorph experimenterade även med ett och annat lustspel. Han utgav 1882 Samlede digte, aeldre og nyere med tillägget Fest- og sögnedage (1886) och Oplevelser (2 band, 1889-98). Efter hans död utkom Fortaellinger, udgave for folket (2 band, 1901) och Samlede romaner (6 band, 1904-05; blott ett urval), "men det förefaller", kommenterar Elberling, "som om de redan mist sitt tag i läsvärlden och snart skulle komma att råka i glömska". Till svenska är vidare översatt "Ett enkestånd" (1883) med mera.